# Разграждащ естествен отбор
Разграждащ естествен отбор или дизруптивен отбор е описателен термин от еволюцията и полулационната генетика. Дизурптивен се нарича този естествен отбор, който елиминира нормата на белега и запазва нейните крайни отклонения. Тук се благоприятстват индивидите носещи някои от крайните варианти на даден белег (ген). Когато действа разграждащият естествен отбор, индивидите носещи крайните отклонения на белега имат по-голямо потомство в сравнение с нормата на белега, в резултат на което се получава разпределение на популацията с два ясно изразени максимума.
Действието на дизруптивния отбор е противоположно на действието на стабилизиращия отбор. Повечето от индивидите на популацията притежават средна стойност на белега и за това по-голямата част от индивидите на популацията загиват. Затова този тип отбор се нарича още и катастрофичен.

## Примери за разграждащ естествен отбор

### Зайци с бяла или черна козина
При белегът – цвят на козината при популация от зайци се определен от два алела с пълно доминиране: черната козина е представена от „B“, бялата – от „b“. Заек с генотип „BB“ ще проявява фенотип черна козина, заек с генотип „Bb“ – сива козина и заек с генотипа „bb“ – бяла козина. Ако тази популация се постави в ареал, където има и черни и много светли камъни, то и черните зайци и белите биха се крили успешно от хищници сред съответните камъни. В тази среда обаче сивите зайци няма да могат да се крият лесно и индивидите носещи този генотип ще имат малки шансове за оцеляване и ще бъдат елиминирани от популацията. Смята се, че разграждащият отбор е основната двигателна сила на симпатричното видообразуване.

### Насекоми с големи крила или без крила
На някои океански острови, където духат постоянни силни ветрове насекомите са представени или с безкрили форми, или с форми със силно развити крила. При тези условия индивидите с нормално развити крила (притежаващи нормата на белега) са се оказали неприспособени, защото били издухвани от силния вятър и загивали. Запазвали са се само индивидите с крайните отклонения на белега – без крила или с много силно развити крила. Безкрилите форми живеели постоянно на сушата, а формите със силно развити крила можели да противостоят на духащите ветрове и също оцелявали. Така в потомството отборът е запазвал и утвърждавал крайните отклонения.

### Галапаговските чинки
Разграждащият отбор заема специално място в историята на науката за еволюцията, понеже присъства в един от „кардиналните случаи“ на еволюция – този с популацията на чинки, които Дарвин наблюдава на Галапагоските острови. На различните острови чинските имат различна крайна форма на белега за форма на клюна, в зависимост от наличната храна на острова.